# Epizoanthidae
Epizoanthidae är en familj av koralldjur. Enligt Catalogue of Life ingår Epizoanthidae i ordningen Zoantharia, klassen Anthozoa, fylumet nässeldjur och riket djur, men enligt Dyntaxa är tillhörigheten istället ordningen Zoantharia, klassen Hexacorallia, fylumet nässeldjur och riket djur. Enligt Catalogue of Life omfattar familjen Epizoanthidae 44 arter. 
Kladogram enligt Catalogue of Life och Dyntaxa:
| Epizoanthidae | \| \| Epizoanthus \| \| \| \| \| \| Thoracactis \| \| \| \| |
|               | \| \| Epizoanthus \| \| \| \| \| \| Thoracactis \| \| \| \| |
|               | Neozoanthidae                                               |
|               |                                                             |
|               | Parazoanthidae                                              |
|               |                                                             |
|               | Sphenopidae                                                 |
|               |                                                             |
|               | Zoanthidae                                                  |
|               |                                                             |
|               | Epizoanthus                                                 |
|               |                                                             |
|               | Thoracactis                                                 |
|               |                                                             |

|  | Epizoanthus |
|  |             |
|  | Thoracactis |
|  |             |

## Bildgalleri

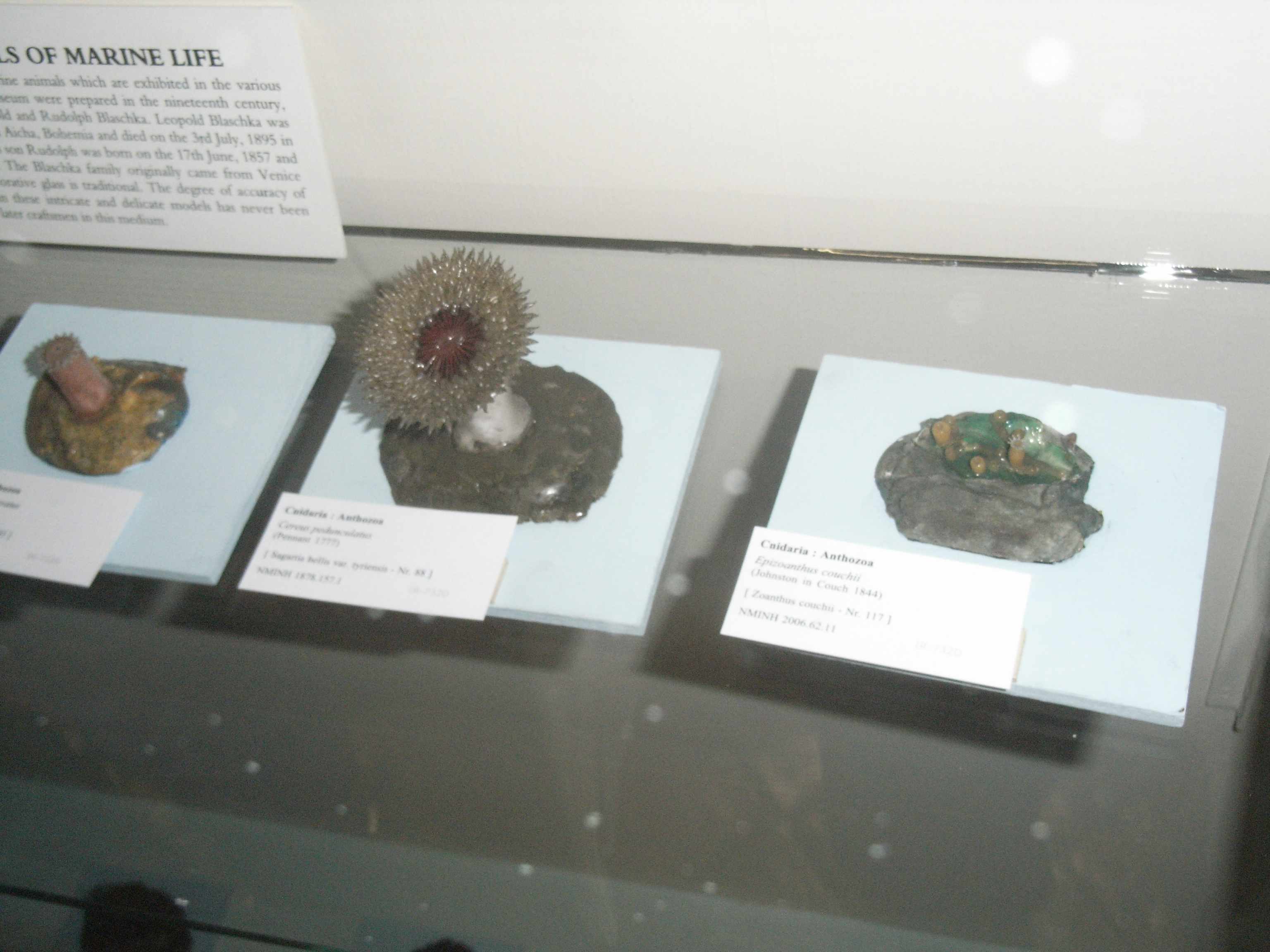
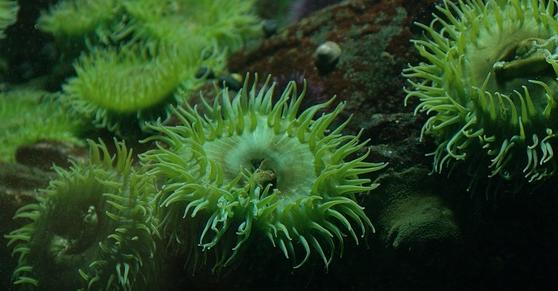
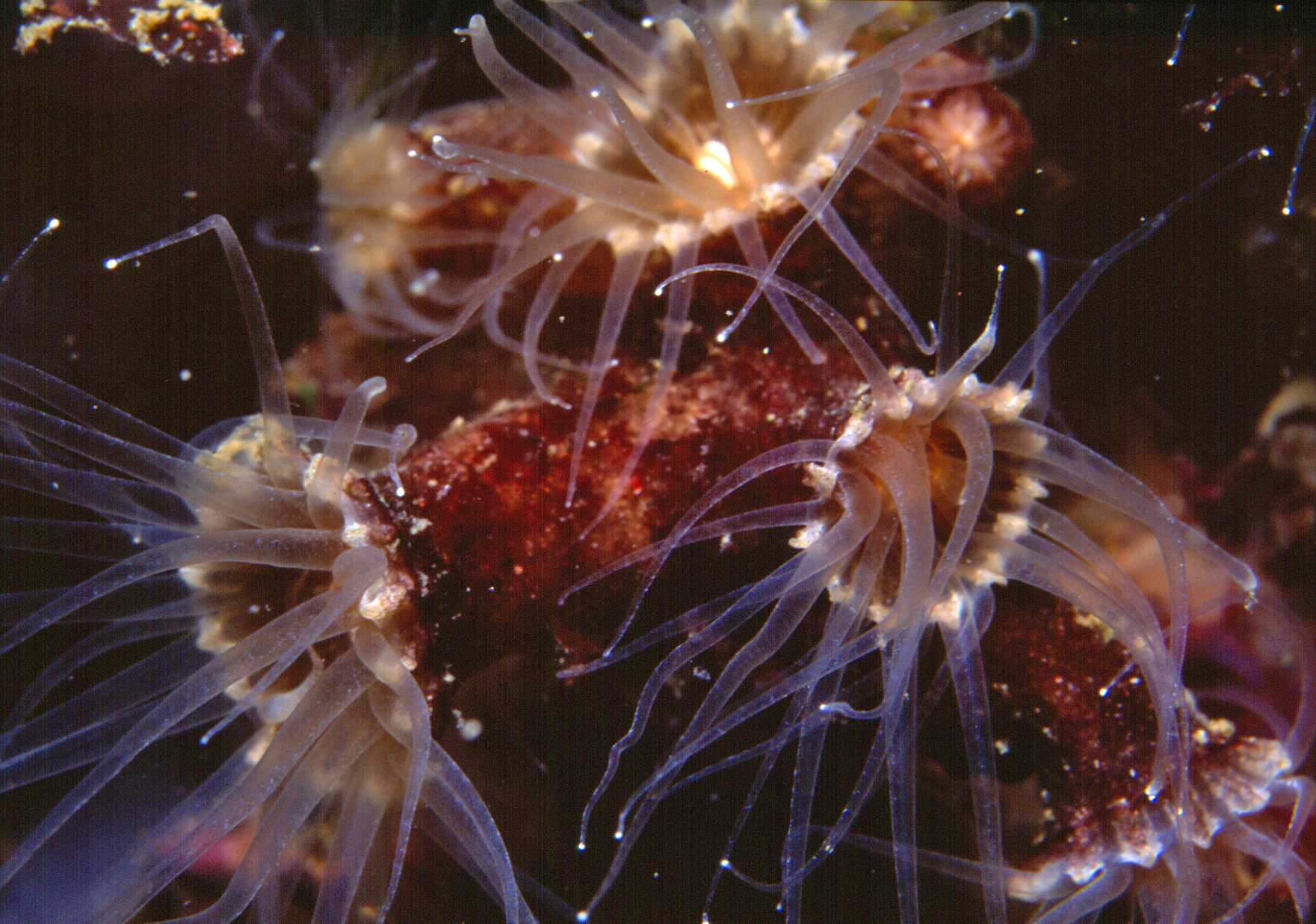
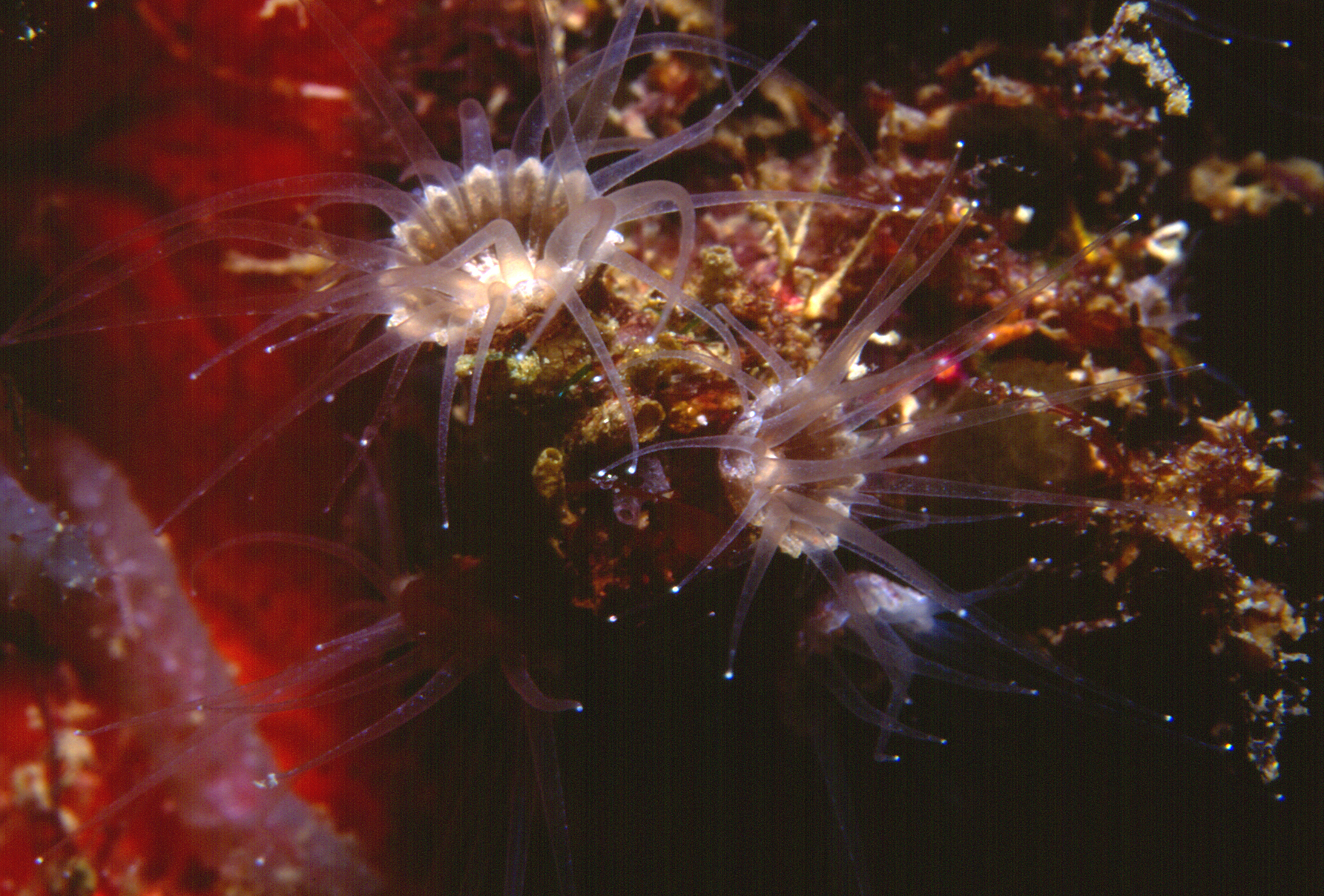
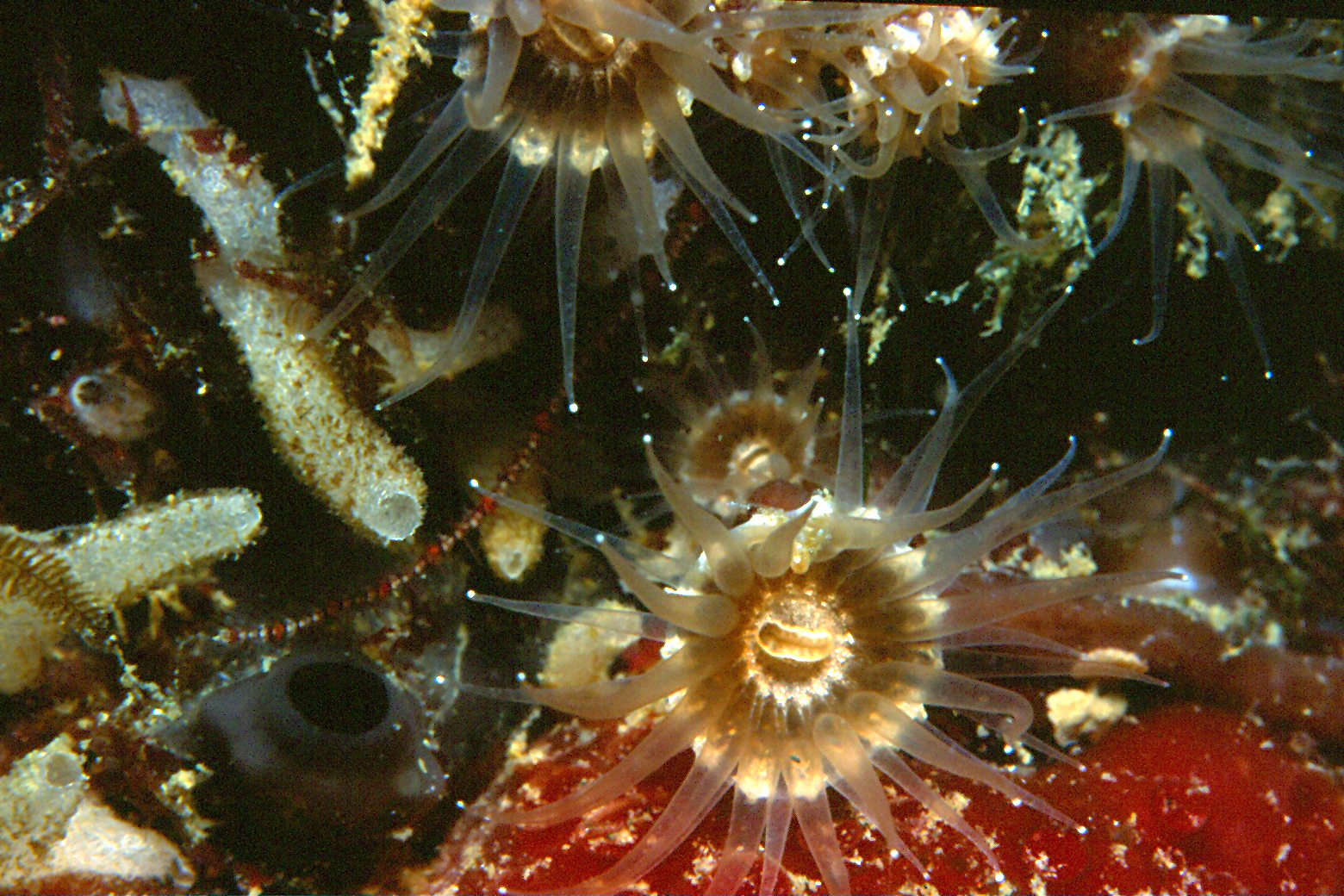